# Jorge Aguilar (futbolista)
Jorge Sebastián Aguilar Huerta, (* San Bernardo, Santiago, Chile, 26 de junio de 1983) es un exfutbolista chileno. Jugaba como mediocampista defensivo y su último club fue Deportes Melipilla. En su etapa formativa, comenzó en el equipo amateur Óscar Bonilla de El Bosque para luego integrarse a Colo-Colo. Es la flamante nueva contratación de Protorq FC

## Clubes
| Club                | País  | Año       |
| ------------------- | ----- | --------- |
| Audax Italiano      | Chile | 2003-2005 |
| Deportes Concepción | Chile | 2006      |
| Provincial Osorno   | Chile | 2006-2010 |
| San Luis            | Chile | 2011-2012 |
| Unión La Calera     | Chile | 2013-2014 |
| Deportes Melipilla  | Chile | 2014-2015 |
| Magallanes          | Chile | 2015-2016 |
| Iberia              | Chile | 2016-2017 |
| Deportes Melipilla  | Chile | 2017-2018 |

## Palmarés
| Título    | Club              | País  | Año  |
| --------- | ----------------- | ----- | ---- |
| Primera B | Provincial Osorno | Chile | 2007 |